# 京急2000形電車
京急2000形電車（けいきゅう2000がたでんしゃ）は、京浜急行電鉄に在籍していた特急形電車である。
なお、本項では、以下のように取り扱う。
- 京急本線上にで南側を「浦賀方」、北側を「品川方」、東側を「海側」、西側を「山側」と呼ぶ。
- 車両形式については以下の通りに記載する。
  - 「600形」: 1956年（昭和31年）登場の600形（2代）
  - 「新600形」: 1994年（平成6年）登場の600形（3代）
  - 「700形」: 1967年（昭和42年）登場の700形（2代）
  - 「800形」: 1978年（昭和53年）登場の800形（2代）
  - 「1000形」: 1959年（昭和34年）登場の1000形（初代）
  - 「新1000形」: 2002年（平成14年）登場の1000形（2代）

## 概要
快速特急（現在の快特）に使用される600形の後継車として、特に長距離旅客のサービス向上を狙って製造された。料金不要でありながら有料特急に比肩しうる内装をもつこと、快適性とラッシュ時への対応の両立として、2扉クロスシートとしながら扉付近の立ち席スペースを広く取ったこと、120 km/h運転をにらんで起動加速度を犠牲にしながら均衡速度130km/h以上としたこと、800形のシステムを継承しながら主電動機出力を向上し、編成中に付随車を挿入して経済性を追求したことなどが特徴である。
8両編成と4両編成それぞれ6本、合計72両が1987年（昭和62年）までに製造された。
車両番号は4桁で表され、1桁目は系列を表す「2」、2桁目は編成両数を表し、8両編成が「0」、4両編成が「4」である。3桁目は編成番号を表し1から付番する。4桁目は編成内の位置を表し、浦賀方から、8両編成が1 - 8、4両編成が1 - 4となっている。それぞれの編成については浦賀方先頭車の番号から「2011編成」「2411編成」などと呼ぶ。
設計途中での仮称は「900形」だった。
1983年（昭和58年）鉄道友の会ブルーリボン賞を受賞した。

## 車両概説
本項では、製造時の仕様について述べる。
8両編成は3両1群の電動車ユニット2つの間に付随車を2両挟んでいる。京急の信号システムは先頭台車が電動台車であることを前提に設計されているため、4両編成の場合には電動車ユニット3両の中間に制御回路を引き通した付随車を1両挟み両先頭車を電動車としている。車種構成は、8両編成が浦賀方からM1c-M2-M3-Tu-Ts-M1-M2-M3c、4両編成が同じくM1c-M2-T-M3cである。

### 車体

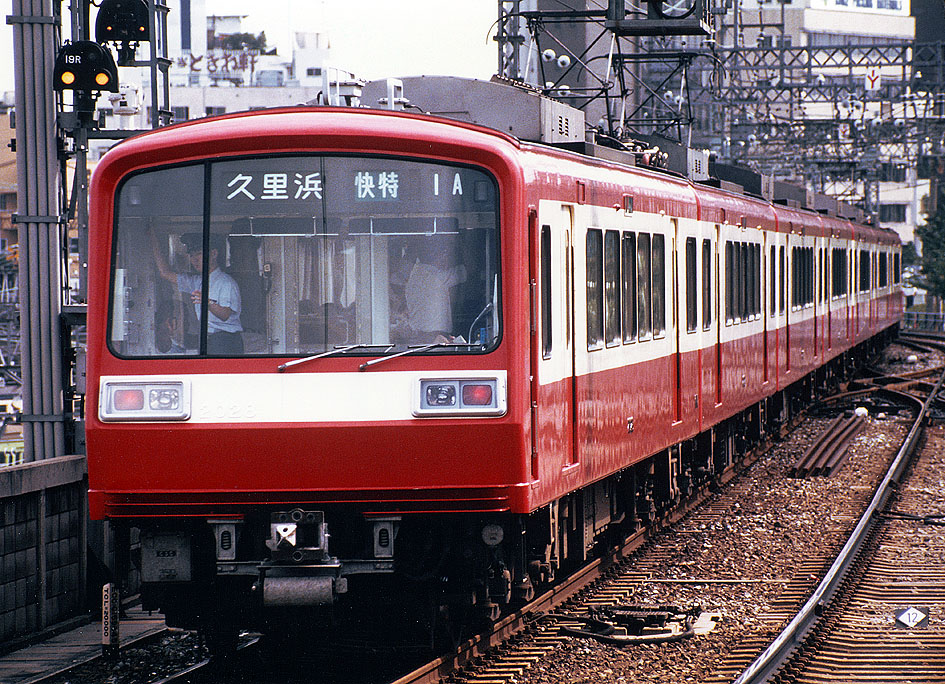
2扉時代の2021編成

前照灯は中央上部に1灯、側面客用扉は片引き戸方式といった、従来からの伝統的京急デザインを打ち破り、前面窓下に降りて尾灯と一体化したケーシングに収められ、2灯を装備した前照灯や京急としては初の採用となる両開き式の客用扉など、画期的なデザインを採用した。車両前面は非貫通式で左右非対称の大型の窓ガラスを採用し、腰部で「く」の字型に折れたスピード感あふれる先頭部デザインとともに、京急のフラッグシップトレインとして意匠が凝らされた。この先頭部デザインは、800形開発時にデザイン案が出されながら採用されなかったものをリファインしたものである。
外板塗装は、赤い車体に窓回りを白とした当時の800形の塗装を踏襲したが、本形式の登場後はこの塗装が「優等列車用」（当時）とされたため、800形は赤地で窓下に白帯の他の一般通勤車と同一のものに変更された。
車体は基本的に普通鋼製であるが、腐食対策として外板や主要な柱には高耐候性鋼板を使用、屋根の雨樋周辺や客用ドア付近の柱・戸袋、床波板などにはステンレスを使用している。外板裾部と台枠の接合には、重ね合わせ構造をやめて突き合わせ溶接構造とした。
連結器は京急で初めて電気連結器付き廻り子式密着連結器を採用した。

### 内装
片側2扉オールクロスシートで、クロスシートは扉間で集団見合い形、車端部はボックス式に配置されたほか、出入口付近に折りたたみ式の補助座席が備えつけられ、閑散時の着席率向上に寄与した。補助椅子は運転室からのスイッチ操作で電磁ロックできる。運転台の直後はモーター点検蓋を設けた関係でクロスシートではなく、袖仕切は木目模様のロングシートが配置された。つり革は乗降扉付近にのみ装備されていた。
他私鉄の特急に見られる転換クロスシートを採用する案もあったが、製造費が高くなるほか、車両重量が重くなり、終着駅での方向転換が必要になることから見送られた。固定式としたことで2人掛部850mm、ボックスシート部1720mmのシートピッチでも必要十分な空間は確保されており、座席それ自体の掛け心地も適切な形状と相まって良好であった。なお、転換クロスシートは本形式の後継車である2100形で採用された。
集団見合い形の座席配置は、背ずりが深く取れることや足下を広く取れること、プライバシーを保てること、グループ客に喜ばれることなどから採用された。また、京急では車体長が短く制限されていることから、車内が狭い印象を与えないためとも言われている。この配置については、1970年代後半にフランス国鉄（SNCF）のパリ近郊区間で導入されたZ6400形電車を参考にしたとされている。
客室側窓は横引きカーテン併設の固定窓であるが、車体中央および車端のボックスシート部は2連式の下降窓で、またロングシート部は狭幅の下降窓となった。下降窓部カーテンには横引き式とともに巻上式が併設された。製造当初、窓が開けられることが多い季節には横引きカーテンが車外に吸い出されることを防止するため、下降窓部の横引きカーテンを撤去していた。また、当初より車端妻面部に窓は設置されておらず、各車とも連結面にはドアチェック機能付きの貫通扉を装備している。
車内のカラースキームは暖色系が採用されており、座席は窓側がライラック（ピンク系）、通路側がエンジ色と分けられ、壁面は模様入りのベージュ系で客用扉の車内側にも同じ模様の化粧板が貼られており、妻面が木目模様でまとめられていた。また、床面にはコルクを模した模様が施されたほか、ロングシート部を除いて網棚にFRP製の前縁（ベージュ色）が装着されている。車内灯には蛍光灯カバーが設けられている。

### 主要機器
東洋電機製造製界磁チョッパ制御装置（ACRF-H12120-782A形）を採用した。抵抗制御段数は直列15段、並列8段。800形と同様に3両分12個の主電動機を1台の主制御器により制御する（1C12M制御）。界磁チョッパ装置と運転台の主幹制御器（ワンハンドルマスコン）は800形と共通、それ以外は新規設計品とした。
主電動機はKHM-2000（東洋製TDK-8575、三菱電機〈以下、三菱〉製MB-3281-ACの総称、出力120 kW、端子電圧250 V、電流540 A、分巻界磁電流24 A、定格回転数1,270 rpm、定格速度46.6 km/h）を採用した。ただし、取り付け寸法や特性は800形に合わせたもので、互換性が確保されている（800形に取り付けることも可能）。歯車比は800形の85:14≒6.07から本形式では80:19≒4.21とし、高速性能向けとした。
台車は空気ばね車体直結乾式ゴム入り円筒案内支持のTH-2000を採用した。基礎ブレーキは電動台車が片押し式踏面ブレーキ、付随台車が1軸2枚のディスクブレーキ構造である。固定軸距は2,100 mm、重量は電動台車が7,000 kg（排障器付）、付随台車が5,850 kg。
集電装置は東洋製PT43-E5-M形・菱形パンタグラフを採用。
補助電源装置はM3・M1・T車に三菱電機製のNC-DAT-140B GTOサイリスタ素子によるSIV (140 kVA)を搭載している。空気圧縮機はサハ2000形にレシプロ式のC-2000MまたはC-2000Lを搭載した。4両のみ改造でロータリー式のAR-2（700形の廃車発生品）を取り付けている 。
空調装置は屋上集中式で、三菱CU-71DまたはCU-71DN（容量41.86 KW・36,000kcal/h）を搭載している。

## 製造時のバリエーション

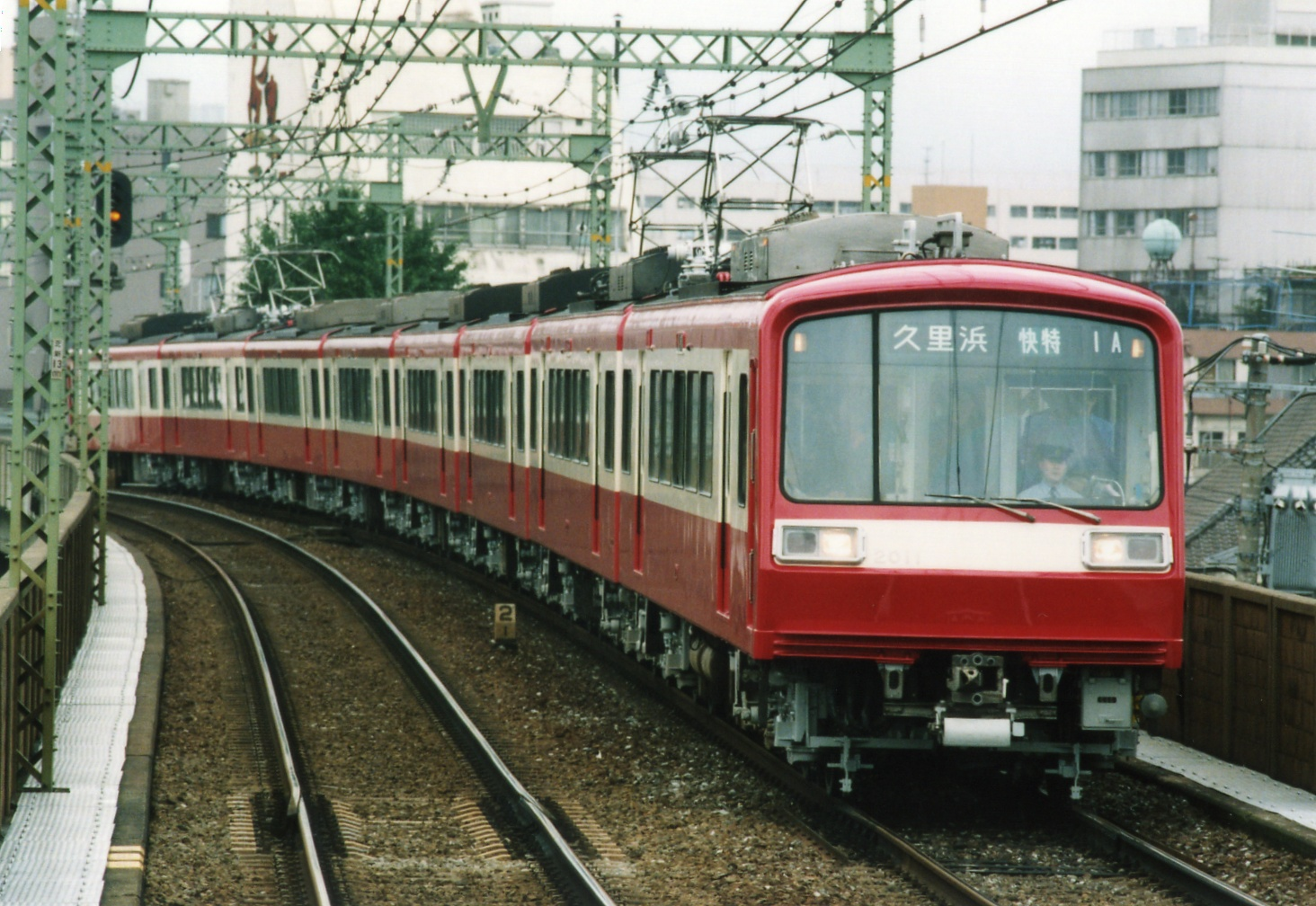
2扉時代の2011編成
1995年7月5日　新馬場駅

### 1982年（昭和57年）12月製造車
- 8両編成（1本）：2011 - 2018 東急車輛製造（以下「東急車輛」）製・川崎重工業（以下「川崎重工」）製

1982年12月に落成した、先行量産的要素を持つ車両。2000形で唯一2社で分けて製造した編成で、浦賀方4両 (2011 - 2014) が東急車輛製、品川方4両 (2015 - 2018) が川崎重工製。これ以降の製造車とは細部が異なる。1984年5月製造車が営業開始したころまでは、補助椅子が使用されておらず、また屋根肩部広告は掲出されず、中吊り広告も京急の広告に限定されていた。

### 1984年（昭和59年）5月製造車
- 8両編成（2本）：2021 - 2028 東急車輛製、2031 - 2038 川崎重工製

2011編成の使用実績をもとに細部に設計変更が施された。今回増備の代替として600形の廃車が始まり、16両が廃車された。
- 前照灯・尾灯ケースのカバー形状を変更。
- 運転台のデジタル時計を廃止。
- ワイパーの向きを変更。
- 車掌側仕切り窓の上部を開閉可能に変更。
- 下降窓部のロールアップカーテン色を灰色からベージュに変更。
- 下降窓部窓枠の形状を変更。
- 車端部吊革を設置。
- 下降窓が車体外側からも開閉できるよう取っ手を設置。
- シート下の足元の蹴込み板に凹みを設置。
- 肘掛支柱の形状・色を変更。
- 車内スピーカを肩部から天井に移動。
- 鴨居部の内装板処理を変更、角をR処理し折れ部が目立たなくなった。
- Ts車床下機器配置を変更。
- コンプレッサを低騒音型に変更。
- 増粘着装置をエアシリンダで車輪に清掃子を押し付ける方式からバネで押し付ける方式に変更。

### 1985年（昭和60年）2月・3月製造車

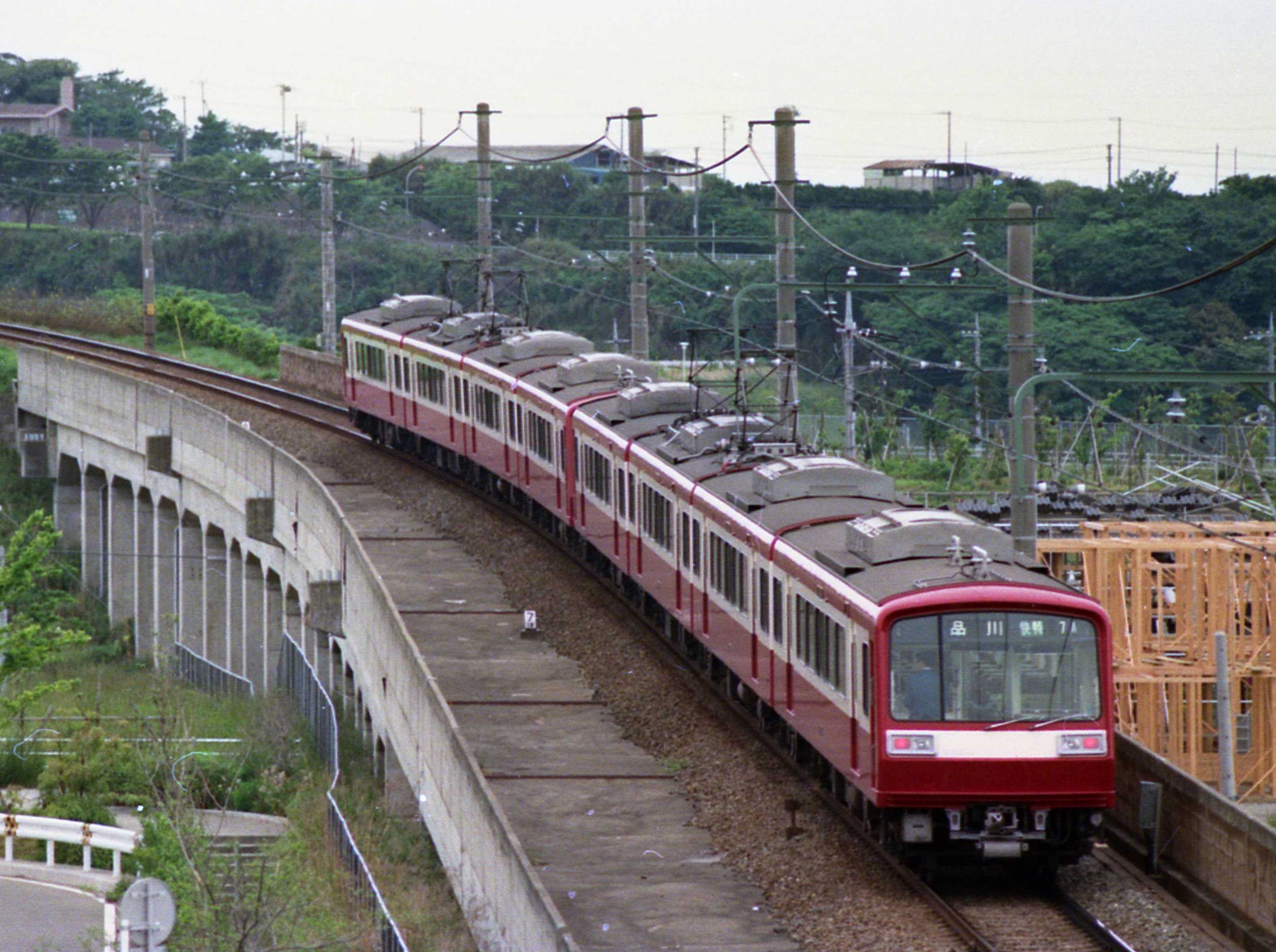
2扉時代の2000形4連x2の快特。
三崎口→三浦海岸にて

- 8両編成（1本）：2041 - 2048 川崎重工製
- 4両編成（2本）：2411 - 2414・2421 - 2424 東急車輛製

増結用4両編成2本を含む3編成16両が製造された。12連の通勤快特にも充当されることとなり、600形は定期快特運用から外れた。8両編成では補助電源装置をパンタグラフのない中間電動車（3号車・6号車）に搭載していたが、4両編成では該当する車両がないため、これをT車に搭載している。4両編成は2扉時代はその後の増備車も含め8両編成で運用される場合は必ず同時に製造された編成同士を組み合わせていた。主な設計変更点は下記。代替として600形8両が廃車された。
- 立客用座席取手形状を変更。
- 車内スピーカを屋根に埋め込み。
- 運転台にマスコンニュートラル表示灯を追加。
- 補助椅子を海側・山側別々にロックできるよう変更。

### 1986年（昭和61年）2月・3月製造車
- 8両編成（2本）：2051 - 2058 川崎重工製、2061 - 2068 東急車輛製
- 4両編成（2本）：2431 - 2434 東急車輛製、2441 - 2444 川崎重工製

前回製造車から設計変更はない。この年の3月末をもって600形16両が廃車され全廃となった。今回の増備で日中の快特所定8運用全てを2000形で賄えるようになり京急もその旨を宣伝したが、実際は予備車に余裕がなく定期検査入場時などは昼間でも1000形の快特運用が見られることがあった。

### 1987年（昭和62年）6月製造車
- 4両編成（2本）：2451 - 2454 川崎重工製、2461 - 2464 東急車輛製

最終増備車。前回、前々回製造車から設計変更はない。前回製造分で増備は完了の予定だったが、夕方・夜間時間帯の下り快特の12連化に伴い追加製造された。

## 改造工事

### 2011編成の改造
他編成と異なる仕様が多かった2011編成だが、1983年（昭和58年）に初めて重要部検査入場した際に運転台デジタル時計撤去、車端部吊革増設が行われた。その後、1989年ごろの定期検査入場時に座席が交換され、1984年以降製造車と同様にシート下の足元の蹴込み板に凹みを設置、肘掛支柱の形状・色が変更された。同編成では補助椅子カバー色が2021編成登場までに何回か変更され、補助椅子自動復帰機構の調整も繰り返し行われていた。

### 120 km/h対応改造
1995年（平成7年）4月のダイヤ改正直前の同年2月21日より120 km/h運転を一部列車・区間で実施することに伴い、120 km/hからの非常制動時の停止距離を600 m以内とするための改造工事が全車を対象に行われた。元の空気溜圧力を増加させたため、通称「増圧ブレーキ」と呼ばれる。

### ドアチェック機能廃止
貫通仕切扉を確実に閉じることで車内の低騒音化を狙って設けられた貫通仕切扉ドアチェック機能だったが、開閉時に扉が重くなるため、1997年ごろに撤去された。

### 3扉化改造

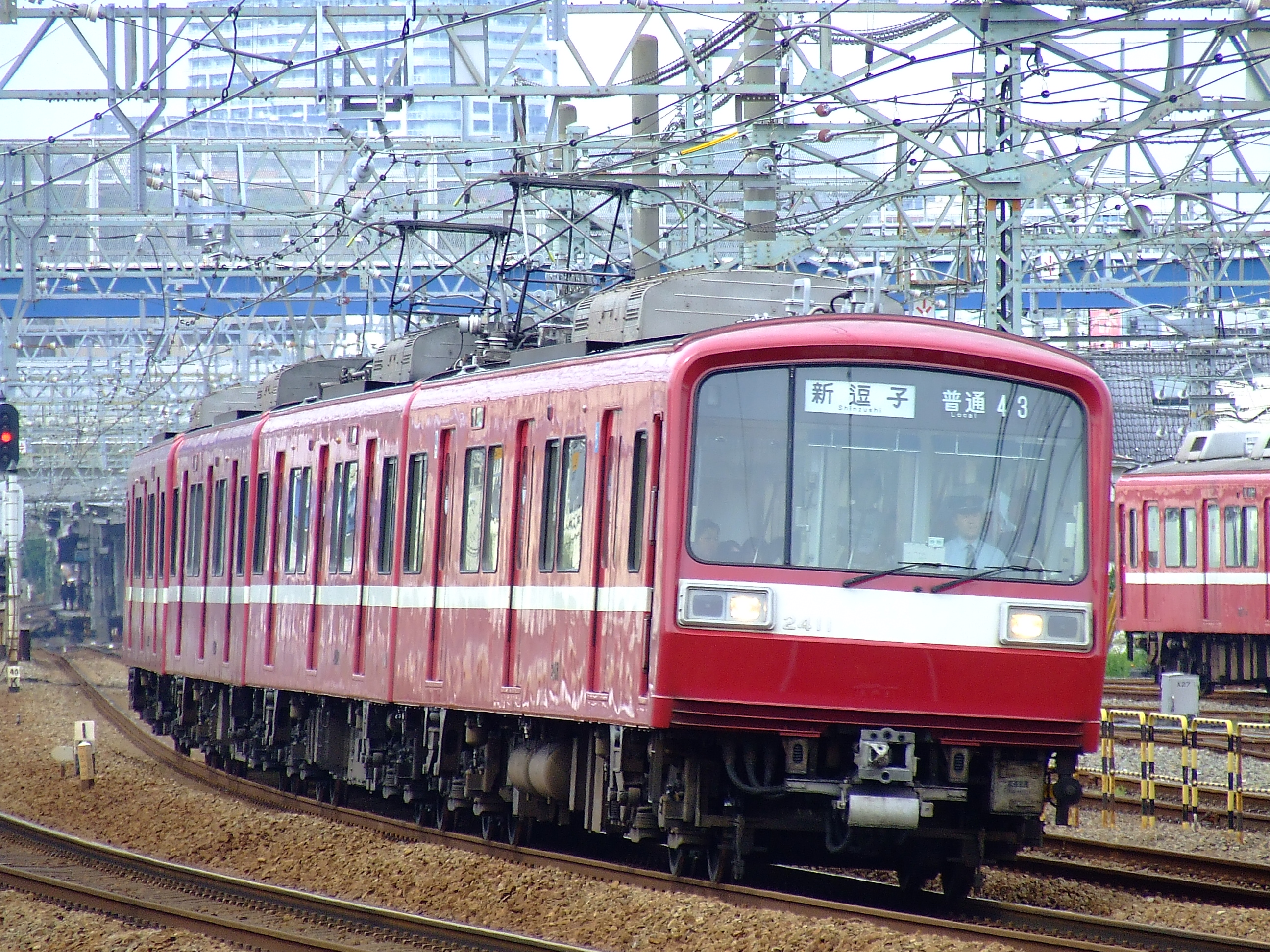
3扉改造後の2000形
金沢八景-金沢文庫間にて

登場以来快特運用を中心に使用され、車歴の浅い車両ながら走行距離が伸び、足回りの老朽化が懸念されたため、快速特急（現・快特）を中心とした運用を後継のクロスシート車2100形に譲り、3扉ロングシートに改造して、ラッシュ時中心に使用することになった。ロングシート化された本形式が玉突きで1000形や700形の運用を置き換えていった。この改造は車体の中央部分を切り取ってから戸袋と出入り口を開口した側構体を溶接する形で施工され、最初の2011編成のみ東急車輛製造で、その他は京急車両工業（現・京急ファインテック）にて施工された。
先頭車には車椅子スペースが設置され、車端部のクロスシートと補助座席は存置された。ロングシートは京急で初めて片持ち式座席が採用され、袖仕切りは大型のものとなった。カーテンは従来の横引き型のままとされた。側面の塗装は窓周り白の優等列車塗装から赤一色に窓下の白帯が1本の通称・一般車塗装に変更された。同時に、車端部の「KHK」のロゴは「KEIKYU」に変更され、側面に取り付けられていたサボ受けは撤去されている。2011編成のワイパーの向きは、この改造の際に他編成と揃えられた。
改造時に取り外されたクロスシートは、京急車両工業の工場一般公開時に販売されたほか、アメリカ海軍横須賀基地の送迎用バスや、鉄道総合技術研究所（JR総研）が所有するフリーゲージトレインに流用されたものがある。また、東京観光専門学校の鉄道サービス実習室の座席にも流用されていたが、2020年現在は新潟車両センターの廃車発生品であるグリーン車座席に交換されている。
2100形の増備につれて格下げ改造が進み、最後まで残ったオリジナル車両（2051編成）も、2000年（平成12年）8月27日のラストランを最後に全て改造された。

### 電気連結器配列変更
本形式の電気連結器配列は1500形以降の形式と異なっていため他形式との連結ができなかったが、2000年（平成12年）7月22日のダイヤ改正で分割併合列車が大幅に増えたため、配列を変更し他形式と連結が可能になった。これは3扉化工事とは別件で実施されたため、2扉車にも施工されていた。

### 空気圧縮機増設
4両編成は当初単独運用を考慮しておらず、空気圧縮機が1台しか搭載されていなかったが、2000年（平成12年）7月以降単独運転される機会が増え、空気圧縮機が故障した場合運行不能となることを防ぐため2003年12月から2004年3月にかけて浦賀方先頭車に700形や1000形の廃車発生品のロータリ式空気圧縮機（AR-2形）を搭載した。

### 方向幕交換
2003年に入ってからは行先表示器の字幕を白地黒文字・英語併記のものに順次変更された。

### 転落防止幌設置
2000年代から転落防止用外幌の設置が進められた。

### 冷房装置交換
2002年から、冷房装置が1500形更新車などと同様のCU-71E-G1に順次交換された。

## 特別塗装
1985年10月16日から「さわやかアップ京急運動」の一つとして、2031編成を使用して車内に京急沿線の幼稚園・小学校の園児や児童および各サークルが描いた絵画や写真などを展示する「さわやかギャラリー号」の運行を開始した。1986年3月から2011編成に変更され、1997年11月には2011編成の格下げ改造のため2061編成に変更されたが、1999年3月31日をもって終了した。下記の特別塗装実施前後で若干装飾が異なっていた。
1995年まで存在した夏季ダイヤでは本形式は号車指定列車「ミュージックトレイン号」に運用され、毎年8両編成3本に「ミュージックトレイン号」用に号車番号を窓に掲示、車内には出演歌手のPRポスターが展示するなどの特別装備が施された。2031編成が「ミュージックトレイン号」用装備とされた年は期間中「さわやかギャラリー号」としての運行を休止していた。
1988年から1991年まで、京急創立90周年を記念して8両編成2本（2011編成・2041編成）に特別塗装が施された。2011編成は「さわやかギャラリー号」の特別塗装車として、2041編成は「ファンタジックトレインみらい号」として運行した。デザインは久里洋二によるものである。1989年1月7日の昭和天皇崩御の際は先頭車前面に喪章を貼付して運転された。2011編成は1990年の相模湾アーバンリゾート・フェスティバル1990開催中には「SURF'90号」として運行された。
2011年1月には、2011編成がニューイヤーラッピングを施して運行された。これは2011年と2011編成にちなんでいる。
2013年には2011編成が登場時の塗装に戻された。同年1月17日に2000形登場30周年を記念し2000形リバイバル塗装電車を1月下旬から運転を発表（行先種別表示や標記類、車内設備等の車体の塗装以外の変更はない）。同時に記念乗車券も発売された。
2018年1月には、2011編成に賀正ステッカーが掲出された。これは2018年と2011編成の品川寄りの先頭車2018号にちなむ。

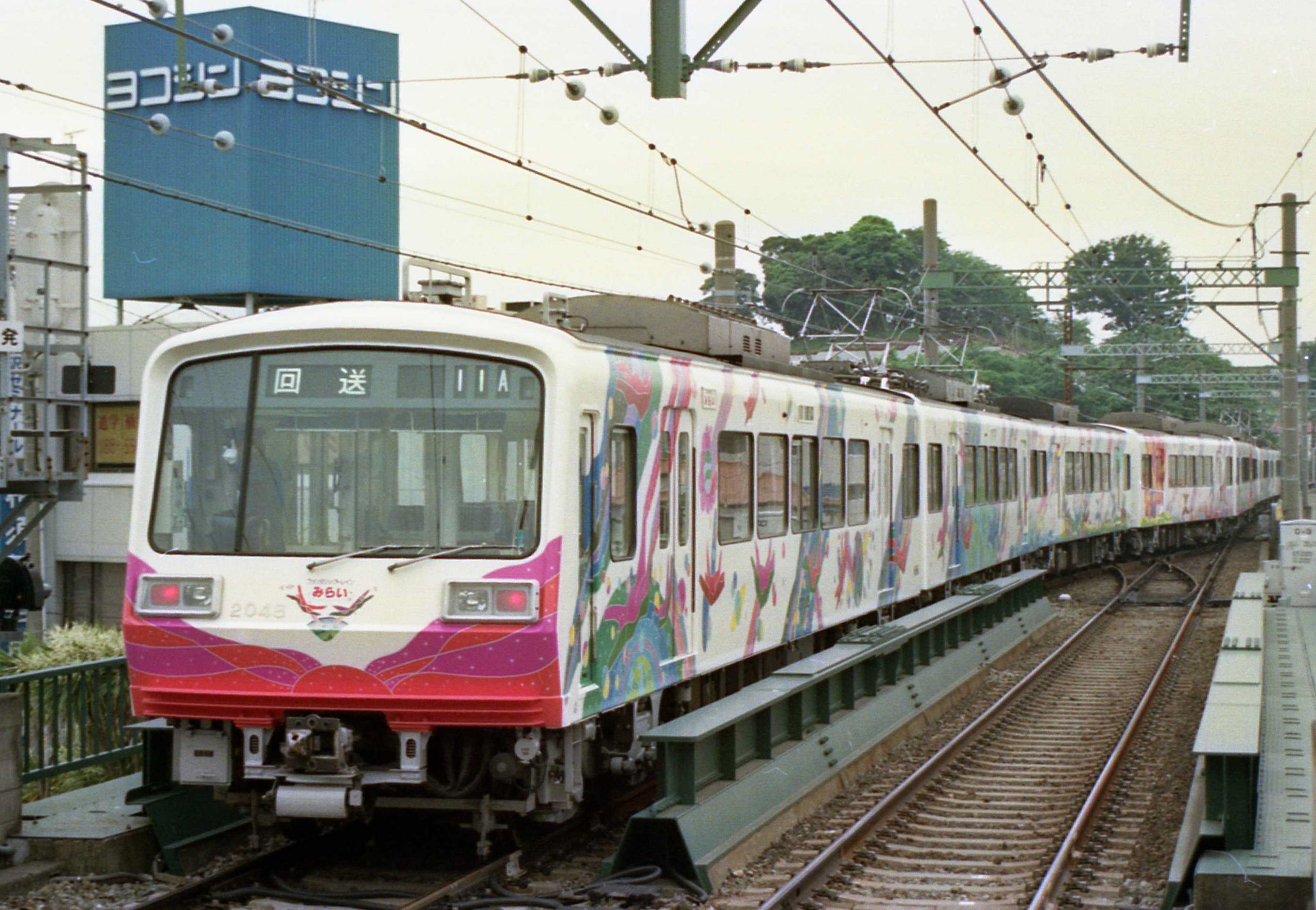
「ファンタジックトレイン　みらい」 1988年5月　三浦海岸駅
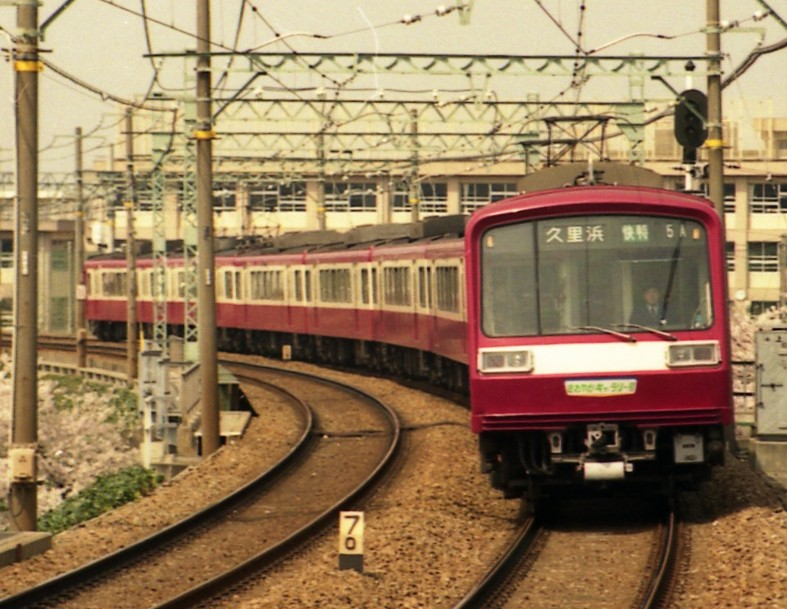
さわやかギャラリー号 1994年4月　新大津駅
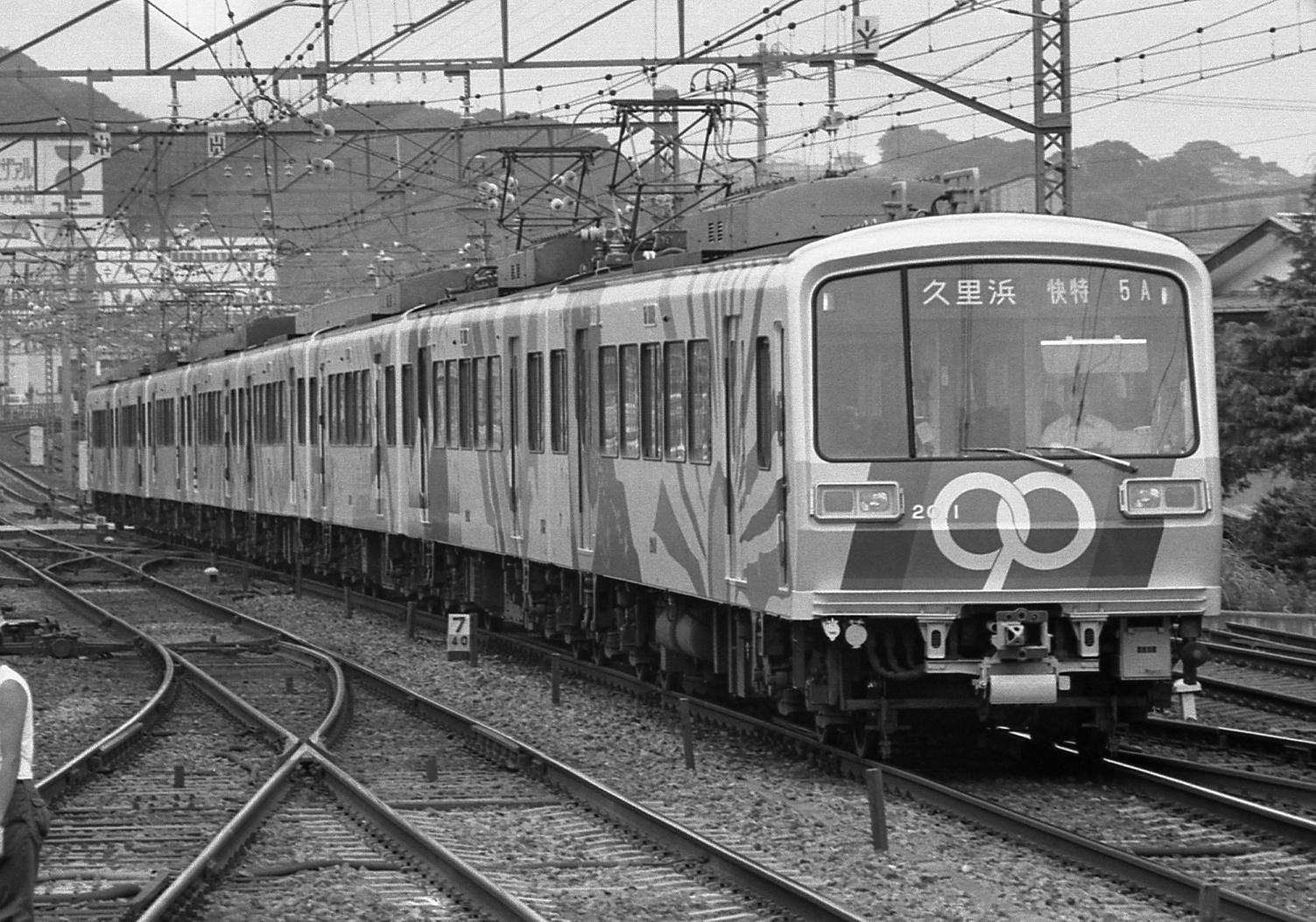
さわやかギャラリー号、特殊塗装時 1989年8月　金沢八景駅
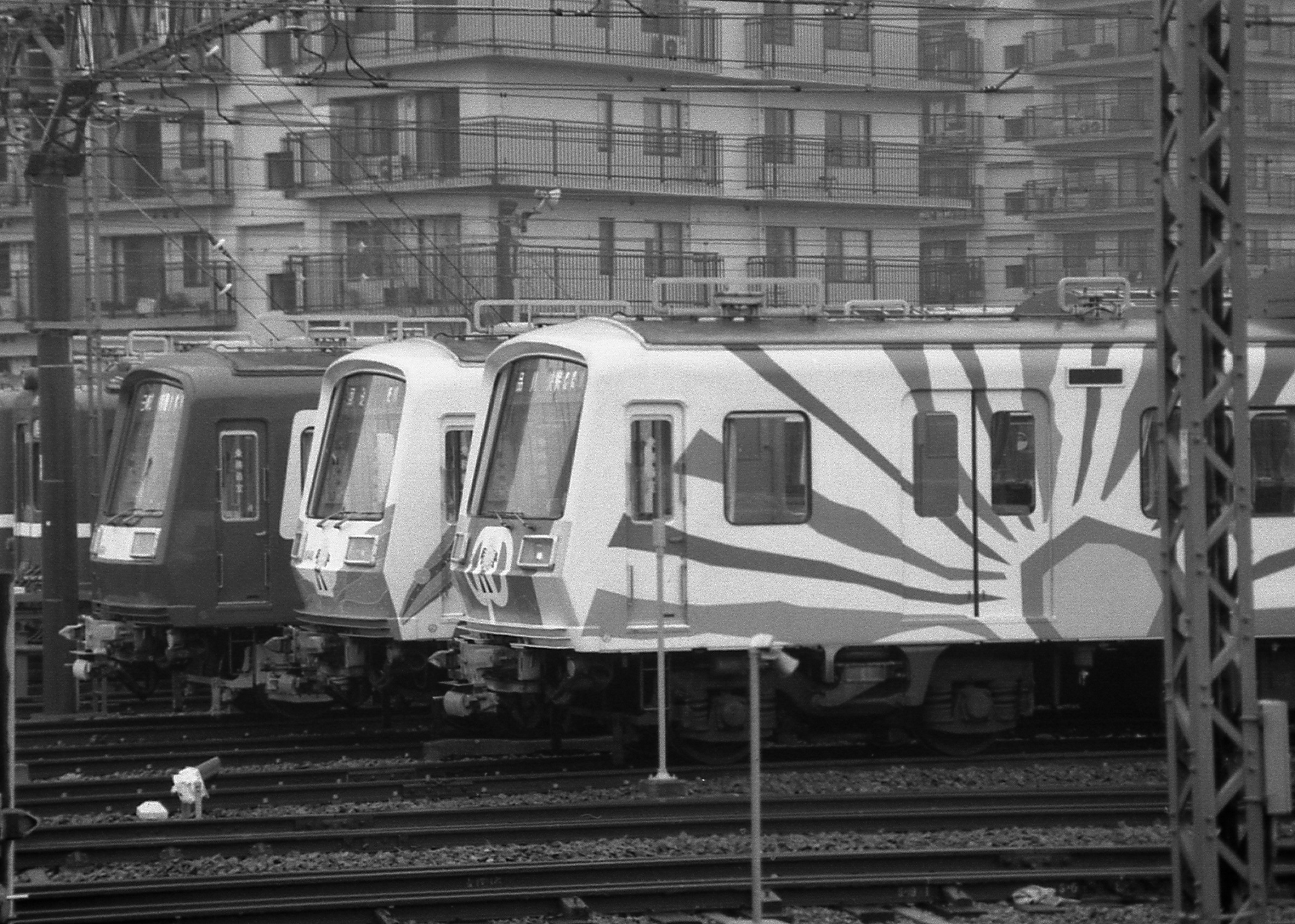
喪章をつけて金沢検車区で待機する特殊塗装車。 1989年1月
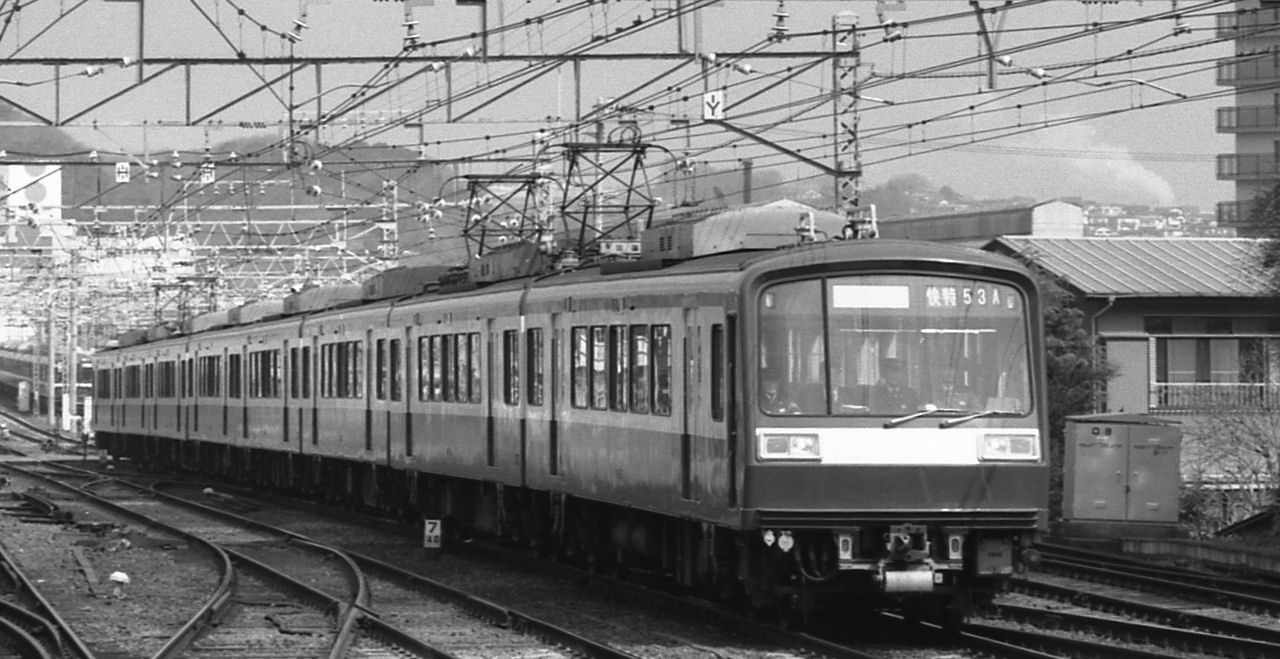
2051編成「御乗用列車」 1986年3月 金沢八景駅
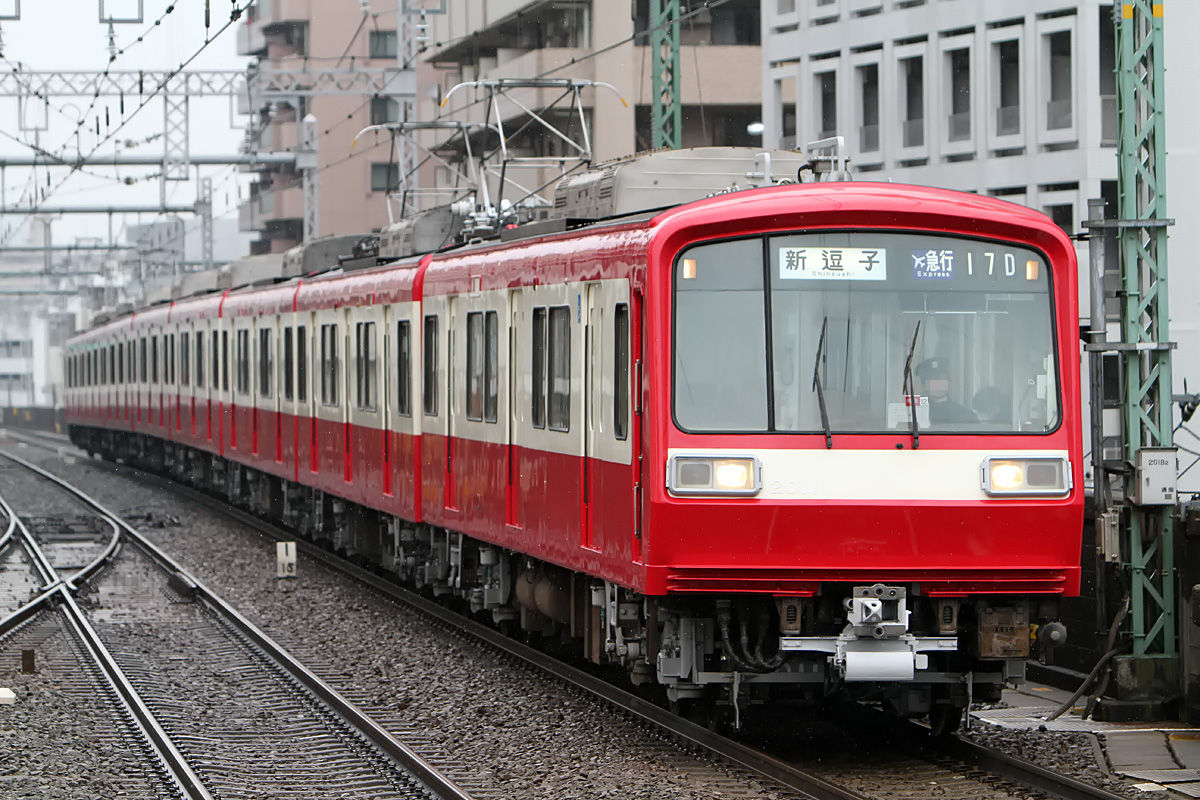
登場時の塗装に戻された2011編成 2013年2月 京急鶴見駅

## 運用
1982年（昭和57年）12月27日に営業運転を開始し、以降2100形登場まで、夏ダイヤ時、定期検査時などを除き、基本的に休日および平日日中の快速特急、京急ウィング号を中心とした優等列車に運用された。
格下げ改造後は、ラッシュ時の優等列車（特急・快特）とエアポート急行（羽田空港 - 新逗子間）を中心に運用されていた。
2011編成・2051編成は「御乗用列車」としても運用されたことがある。2011編成は1984年（昭和59年）2月に浦賀で行われた帆船日本丸の進水式の際、上皇明仁・上皇后美智子が皇太子・同妃時代に浦賀に向かうために、デハ2016に乗車し中央部のボックス席に着席した。2051編成は1986年（昭和61年）3月に、同様に上皇・上皇后が皇太子・同妃時代に京急油壺マリンパークを訪問した際に運用された。

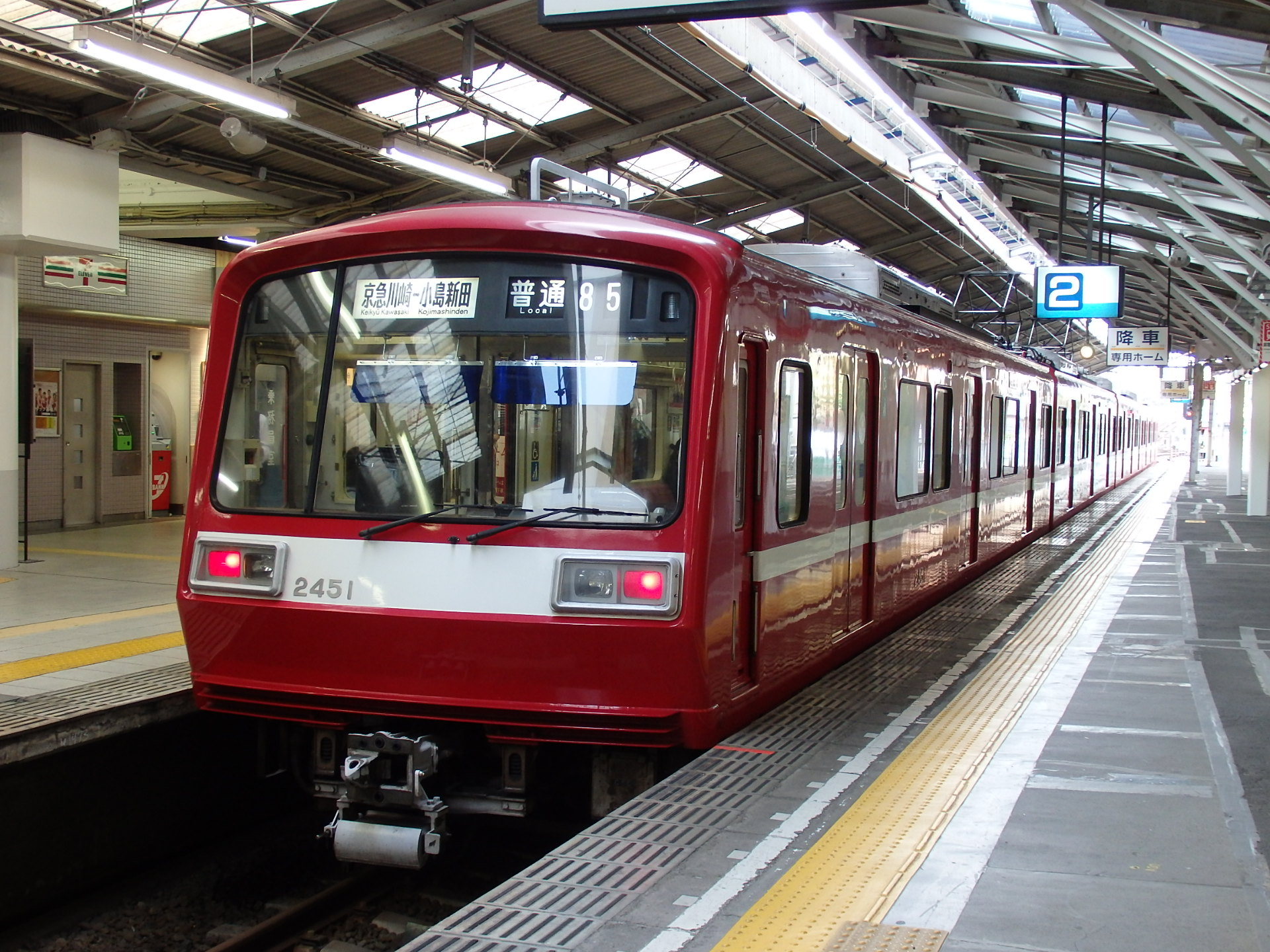
大師線に入線した京急2000形
（2016年6月11日 京急川崎駅大師線ホーム）

先頭車の車体長が都営地下鉄浅草線相互乗り入れ協定より長く、800形同様前面に非常用貫通路がないため、運用は品川以南の自社線内のみに限定されており、品川以北や都営地下鉄浅草線への乗り入れは不可能である。このため8両編成は自社線完結の快特が泉岳寺発着に変更された2002年10月12日以降、京急蒲田以南のエアポート急行が運行されるようになった2010年5月16日までの一時、代走を含めて日中の定期運用が一切存在しなかった時期がある。2010年10月13日には2411編成と2441編成が初めて大師線に入線し、京急川崎 - 小島新田間で試運転が実施され、2010年11月3日には2411編成が初めて大師線で営業運転を行った。大師線には4両編成で残るものが2451編成のみになった2016年6月11日と10月9・10日にも入線している。
京急社内で使用されている列車の車両組成を表す表には8両編成は「8MT」、4両編成は「4MT」と表記される。

## 廃車
元々優等種別で運用されていた故に高速走行向けのモーター、3ドア化改造の影響や登場から30年が経過したことで老朽化が進み、加えて品川駅から先への乗り入れ不可能な構造が影響し、通常の車両よりも加速性能が低く、運用に支障が出ている事から、2012年度から廃車が始まった。なお、4両編成の殆どは8両編成よりも早く廃車になっている。
- 2012年5月4日 2411編成・2421編成・2431編成[23][34]
- 2014年7月3日 2021編成[35]
- 2016年
  - 3月4日 2441編成・2461編成[36]
  - 10月12日 2451編成（同編成の廃車をもって、4両編成は消滅。退役目前には大師線の運用に入り[37]、10月11日の最終運用では1521編成と共に品川発快特・京急久里浜行として運行した）[38]。
- 2017年
  - 2月7日 2031編成
  - 3月8日 2041編成引退記念ステッカー(2018年3月28日)
- 2018年（日付はいずれも運用離脱日）
  - 2月1日 2051編成
  - 3月15日 2061編成

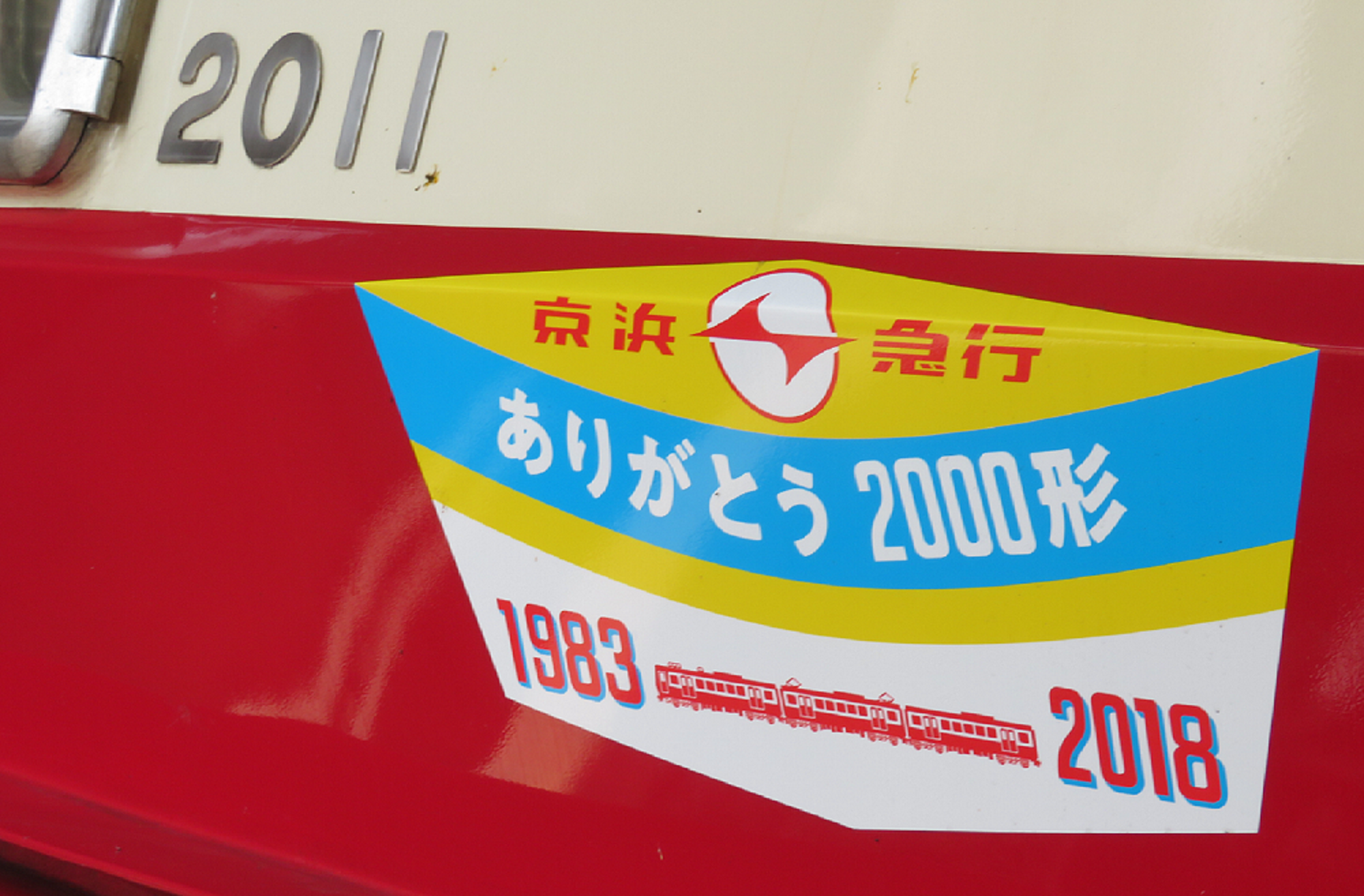
引退記念ステッカー(2018年3月28日)

  - 3月28日 2011編成（同編成の運用離脱をもって、形式消滅。最終運用は品川発 快特京急久里浜行として運行した）

2018年3月には、最後に残った2編成についても同月中の引退が発表され、3月25日には2011編成（リバイバル塗装）を使用した特別貸切列車「ありがとう2000形」を運行した。この列車ではブルーリボン賞受賞記念ヘッドマークを模したステッカーが前面に貼り付けられ、3月28日の運用終了までその姿で運行された。